# Bernhard Kammel
Bernhard Kammel (* 28. September 1962 in Wien) ist ein österreichischer Autor, Gestalter und Filmregisseur.

## Leben
Bernhard Kammel ist der Enkel des Architekten Leo Kammel. Er studierte von 1980 bis 1995 Architektur, Theologie und Forstwirtschaft und arbeitete in verschiedenen Architekturbüros und als Forstwirt.

## Werke
Anfang der 1980er Jahre veröffentlichte er Erzählungen und Reportagen in verschiedenen Printmedien. Er fotografiert seit 1979 Schwarz-Weiß-Reportagen, seit 1999 farbige Portraits und großformatige narrative Tafelbilder. 2004 begann er mit erweiterten „Stehbild Portraits“ als Bewegtbilder, die eine Abfolge von Augenblicken des Atmens, Stehens und Blickens zeigen.
2005 gründete er seine Filmproduktionsfirma, die seit 2018 Film REAKTOR heißt. Kammel komponiert seine Filme als in sich unteilbare Werke, vom Originaldrehbuch bis zur Gestaltung der visuellen Ebene (Bühne, Kamera und Montage). Für den Film Eine Spätsommernacht fand er  mit Ljudmila Kusakowa allerdings eine kongeniale Bühnenbildnerin.
Kammel nutzte das damals leerstehende Grand Etablissement Gschwandner für große Teile der Dreharbeiten zu Elysium Hernalsiense. Kurz nach der Fertigstellung des Films setzte er das Gebäude wieder instand und gründete die transdisziplinäre Kunstinstitution REAKTOR. Das spätklassizistisch-historistische Gebäude des REAKTOR wurde im Zuge der Sanierung durch moderne technische Infrastruktur ergänzt. Im früheren Strauss-Lanner-Saal wurde ein Kinosaal eingerichtet. Die markanten Luster wie auch viele weitere Teile der Innenausstattung wurden von ihm eigens für den REAKTOR gestaltet. Am 9. November 2022 wurde Bernhard Kammel mit der „Medaille für Verdienste rund um den Denkmalschutz“ des Bundesdenkmalamts (Liste der Preisträgerinnen und Preisträger, Jurybegründungen) verliehen von Andrea Mayer, Staatssekretärin für Kunst und Kultur, ausgezeichnet.

## Filmografie
- „Elysium Hernalsiense“, AT 2017, Englisch | Uraufführung: 2. September 2017 beim 41e Festival des Films du Monde de Montréal[1]
- „Ночь на закате лета“ (Eine Spätsommernacht), AT 2011, Russisch | Uraufführung: 1. Juli 2011 beim 33. Moscow International Film Festival 2011[2]
- „Die Tochter“ AT 2008, Deutsch/Ungarisch/Bulgarisch | Uraufführung: 2. April 2008 bei der Diagonale 2008

## Teilnahme an Filmfestivals
- Manikarnika International Film Festival, Varanasi 2022 - Best Foreign Feature Film
- European Film Festival, Bishkek 2019
- Global Cinema Festival, Siliguri 2019
- BLOW-UP International Arthouse FILMFEST, Chicago 2018, Antonioni Award - Best International Feature
- 33rd Warsaw Film Festival, Free Spirit Competition, Warschau 2017
- 41e Festival des Films du Monde de Montréal, World Film Festival Montreal 2017
- 20. Internationales Festival der Filmschauspieler, „Sozwezdie“, Jaroslawl
- 10. Internationales Film Festival „Herbst am Amur“, Blagowetschensk
- 20. Internationales Filmfestival „Festival der Festivals“ St. Petersburg 2012
- 17. Vilnius International Film Festival
- 16. Sofia International Film Festival
- 4. Orenburg International Film Festival „East & West - Classic - Avantgarde“, Preis: Sarmantischer Löwe
- 33. Moscow International Film Festival 2011[3]
- XVIII Internationales Kino Forum „Zolotoy Vityaz“ 2009, Spezial Preis: „Für die Suche nach einer neuen Form in der Filmkunst“.
- XIII Sofia International Film Festival 2009
- XVI Internationales Festival der Festivals St. Petersburg 2008
- Diagonale 2008 - 10. Festival des österreichischen Films